# She's American
«She's American» es una canción de pop rock interpretada por la banda británica The 1975 y lanzada como sexto sencillo de su segundo álbum de estudio I Like It When You Sleep, for You Are So Beautiful Yet So Unaware of It. La canción fue escrita por George Daniel, Matthew Healy, Adam Hann y Ross MacDonald. Mike Crossey se encargó de la producción junto a Daniel y Healy. Healy se inspiró en la interacción entre los británicos y los estadounidenses, y creó una canción irónica sobre las sutilezas involucradas en una estrella de rock británica que corteja a una mujer estadounidense. Con un ritmo al estilo de la década de 1980, sintetizadores futuristas y un solo de saxofón, es una canción retro funk, pop y synth-pop con elementos de disco, yate rock y synth-funk.
La letra de la canción, que sirve como comentario sobre las diferencias culturales entre los británicos y los estadounidenses, detalla el turbulento romance de Healy con una mujer estadounidense que se siente atraída por cosas que él no puede entender. Tras su lanzamiento, "She's American" recibió críticas generalmente positivas de los críticos de música contemporánea, quienes elogiaron la naturaleza alegre, los hook y la producción, y algunos lo consideraron un punto culminante de este álbum. La canción alcanzó el número 176 en la lista de sencillos del Reino Unido, el número 91 en Escocia y el número 32 en la lista Billboard Hot Rock & Alternative Songs. Más tarde fue certificado plata en el Reino Unido por la Industria Fonográfica Británica (BPI). Se filmó un video musical adjunto, con Healy bailando frente a una pantalla de video, pero finalmente no se lanzó.

## Antecedentes
En una entrevista con Joe Lynch de Billboard, el cantante principal de The 1975, Matthew Healy, describió "She's American" como "juguetona". Cuando se le preguntó acerca de una línea en la canción que se refiere a arreglarse los dientes y si era una diferencia cultural entre los estadounidenses y los británicos, el cantante dijo que la canción era: "No es un derribo gruñido, pero se trata de estar en una banda de rock inglesa y los matices del proceso de cortejo entre las niñas estadounidenses y los niños británicos. Los dientes son una gran moneda en Estados Unidos". Chris DeVille de Stereogum también le preguntó a Healy sobre la línea, y le dijo al entrevistador: "Los británicos no tienen mala dentadura, pero ['She's American'] se trata más de ser británico que de que las chicas sean estadounidenses".

## Composición y letra
Musicalmente, "She's American" es una canción funk, pop y synth-pop. La canción fue escrita por los miembros de 1975, George Daniel, Healy, Adam Hann y Ross MacDonald, mientras que los dos primeros manejaron la producción junto con Mike Crossey. La instrumentación retro se compone de un ritmo estilo años 80, sintetizadores futuristas "pegajosos", guitarras rítmicas "metálicas", licks de guitarra funk, un bajo funk, un "fizz" de bajo slap, un solo de saxofón sutil, armonías "radiantes" y líneas de guitarra "larguiruchas". La pista también incorpora elementos de disco, yate rock y synth-funk.
Líricamente, "She's American" es un comentario sobre las diferencias culturales entre británicos y estadounidenses. La canción describe estar involucrado con un interés romántico sin oficializar la relación, con Healy advirtiendo de confundir el momento con enamorarse de la chica. La introducción de la pista contiene un sonido de batería en vivo de la década de 1980 y se abre con el pareado: "Gran ciudad, apariciones sintéticas de no estar solo". Los versos, que contienen una línea de guitarra "serpentina", presentan letras "dramáticas" que tratan temas de actualidad como analgésicos, armas ("And I think she's got a gun divinely decreed and custom made") y "otros apetitos estadounidenses", según a Jonathan Wroble de Slant Magazine. En el coro, el cantante detalla las diferencias culturales entre él y su pareja estadounidense, quien se siente atraída por las cosas que no puede entender, cantando: "If she likes it cos we just don't eat / And we're socially relevant, she's American".

## Video musical cancelado
Se esperaba que se lanzara un video musical adjunto en la Navidad de 2016. Sin embargo, luego de los resultados de las elecciones presidenciales de Estados Unidos de 2016, el mánager de la banda, Jamie Osborn, reveló que se lanzaría una imagen para la canción del álbum "Loving Someone" de antemano. Se lanzaron numerosos clips de adelanto para el video "She's American", que incluyen imágenes de las fotos visuales y detrás de escena del equipo que trabajó en la filmación. Las imágenes incluían a Healy bailando con un grupo de mujeres que sostenían ametralladoras frente a una pantalla de video. Cuando se le preguntó sobre la fecha de debut prevista de la imagen en Twitter, Osborn reveló que probablemente no se lanzaría. El 22 de diciembre de 2018, Healy tuiteó un emoji de la bandera estadounidense seguido de una segunda publicación que contenía un video de él trabajando en una coreografía mientras la canción se reproduce de fondo. A pesar de la especulación de un debut potencial, el video no fue lanzado.